# ダラス・ウイリアムズ
ダラス・マッキンリー・ウイリアムズ（Dallas McKinley Williams, 1958年2月28日 - ）は、アメリカ合衆国・ニューヨーク州ニューヨーク市ブルックリン区出身の元プロ野球選手（外野手）。CPBLでの登録名は「大威」。

## 経歴
リンカーン高校を経て、1976年のMLBドラフトでボルチモア・オリオールズから1巡目（全体20位）指名され、プロ入りした。
1981年4月18日、マッコイ・スタジアムで行われたロチェスター・レッドウイングス対ポータケット・レッドソックスの試合は延長33回までもつれたプロ野球史上最長試合であるが、ウィリアムズはロチェスターの2番・センターとしてフル出場している。記録は15打席、13打数無安打に終わっている。
1981年9月19日のミルウォーキー・ブルワーズ戦で代打としてメジャーデビューを果たし、同年10月2日のニューヨーク・ヤンキース戦では代打でメジャー初安打をマークする。
しかし、以後は1983年にシンシナティ・レッズでメジャー昇格した以外ではメジャーでの出場はなく、数々のマイナーリーグのチームを転々とする。
1988年にNPBの阪急ブレーブスに入団。高齢となった福本豊に代わる俊足巧打の外野手として獲得される。その背景にはマイナー時代の同僚であったブーマー・ウェルズの強い推薦もあった。しかし、開幕直前の4月2日に右肩を脱臼し出遅れ、攻守ともに精彩を欠き、シーズン終了を待たずに解雇となり帰国した。
同年7月4日の対日本ハムファイターズ戦で、この年オープンした東京ドームの天井に初めて打球を当てた（結果はファウル、投手は西崎幸広）。

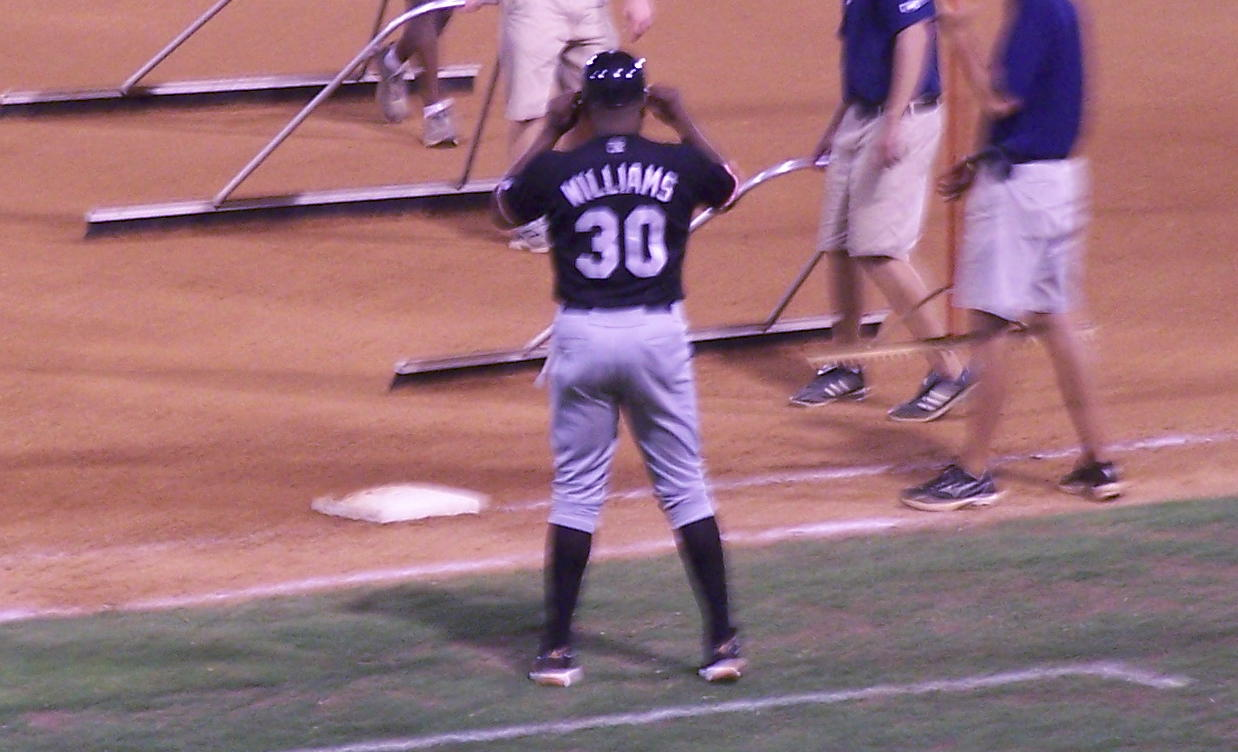
AAA級ノーフォーク時代
(2009年7月25日)

引退後、2000年から2002年までコロラド・ロッキーズ、2003年はボストン・レッドソックスでコーチを務めた。2013年から2014年までCPBLの義大ライノズで打撃コーチを務めており、2014年には一時監督を務めた。2016年から中信兄弟の二軍監督を務める。

## 詳細情報

### 年度別打撃成績
| 年 度    | 球 団    | 試 合 | 打 席 | 打 数 | 得 点 | 安 打 | 二 塁 打 | 三 塁 打 | 本 塁 打 | 塁 打 | 打 点 | 盗 塁 | 盗 塁 死 | 犠 打 | 犠 飛 | 四 球 | 敬 遠 | 死 球 | 三 振 | 併 殺 打 | 打 率 | 出 塁 率 | 長 打 率 | O P S |
| -------- | -------- | ----- | ----- | ----- | ----- | ----- | -------- | -------- | -------- | ----- | ----- | ----- | -------- | ----- | ----- | ----- | ----- | ----- | ----- | -------- | ----- | -------- | -------- | ----- |
| 1981     | BAL      | 2     | 2     | 2     | 0     | 1     | 0        | 0        | 0        | 1     | 0     | 0     | 0        | 0     | 0     | 0     | 0     | 0     | 0     | 0        | .500  | .500     | .500     | 1.000 |
| 1983     | CIN      | 18    | 41    | 36    | 2     | 2     | 0        | 0        | 0        | 2     | 1     | 0     | 0        | 2     | 0     | 3     | 0     | 0     | 6     | 0        | .056  | .128     | .056     | .184  |
| 1988     | 阪急     | 100   | 394   | 363   | 38    | 88    | 7        | 1        | 10       | 127   | 30    | 0     | 3        | 10    | 4     | 15    | 0     | 2     | 43    | 14       | .242  | .273     | .350     | .623  |
| MLB：2年 | MLB：2年 | 20    | 43    | 38    | 2     | 3     | 0        | 0        | 0        | 3     | 1     | 0     | 0        | 2     | 0     | 3     | 0     | 0     | 6     | 0        | .079  | .146     | .079     | .225  |
| NPB：1年 | NPB：1年 | 100   | 394   | 363   | 38    | 88    | 7        | 1        | 10       | 127   | 30    | 0     | 3        | 10    | 4     | 15    | 0     | 2     | 43    | 14       | .242  | .273     | .350     | .623  |

### 記録
NPB
- 初出場・初安打：1988年4月20日、対南海ホークス戦（大阪スタヂアム）、2番・右翼手として先発出場し、4打数1安打
- 初本塁打・初打点：1988年4月22日、対日本ハムファイターズ戦（阪急西宮球場）、8回に河野博文から中越ソロ本塁打

### 背番号
- 39 (1981年)
- 30 (1983年、2016年 - 2017年)
- 4 (1988年)
- 20 (2000年 - 2003年)
- 27 (2013年 - 2014年)